# Măciuca
Măciuca es una comuna ubicada en el distrito Vâlcea, Rumania.

## Superficie
Posee una superficie de 46,66 kilómetros cuadrados.

## Demografía
Hasta 2021 la población era de 1545 habitantes, con una densidad de población de 33,11 habitantes por kilómetro cuadrado.